# Speyeria meadii
Speyeria meadii är en fjärilsart som beskrevs av Edwards 1872. Speyeria meadii ingår i släktet Speyeria och familjen praktfjärilar. Inga underarter finns listade i Catalogue of Life.